# Distretto di Krasnapol'e
Il distretto di Krasnapol'e (in bielorusso Краснапольскі раён?) è un distretto (raën) della Bielorussia appartenente alla regione di Mahilëŭ.